# Sydney Brenner

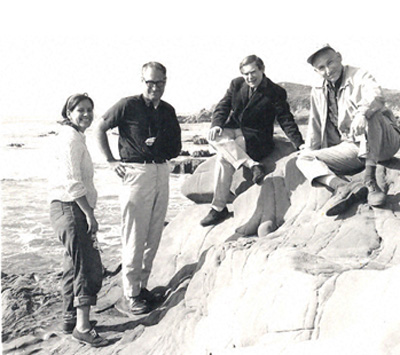
(od lewej) Esther Lederberg, Gunther Stent, Sydney Brenner i Joshua Lederberg, 1965

Sydney Brenner (ur. 13 stycznia 1927 w Germiston, zm. 5 kwietnia 2019 w Singapurze) – brytyjski biolog, laureat Nagrody Nobla w dziedzinie fizjologii lub medycyny w 2002.

## Życiorys
Urodził się w Związku Południowej Afryki jako syn niepiśmiennego imigranta Morrisa Brennera i jego żony Leah (z domu Blecher); oboje pochodzili z terenu późniejszych państw bałtyckich.
Ukończył studia medyczne na University of the Witwatersrand, a w 1952 rozpoczął pracę nad swoim doktoratem w Oksfordzie. Od 1956 pracował w Laboratorium Cavendisha w Cambridge, gdzie miał okazję współpracować m.in. z Maxem Perutzem i Francisem Crickiem (należał do pierwszych osób, do których dotarła informacja o odkryciu struktury cząsteczki DNA). Z Crickiem opublikował pracę (1961), opisującą kodowanie DNA kolejności aminokwasów w białku. Razem z François Jacobem i Matthew Meselsonem odkrył mRNA (związek, który przenosi informacje o budowie białek z jądra komórki do cytoplazmy, 1961).
W kolejnych latach podjął badania w dziedzinie regulacji długości życia komórek, wybierając za obiekt doświadczeń nicień Caenorhabditis elegans (o istnieniu tego gatunku dowiedział się z książki, którą otrzymał w prezencie od żony). Za odkrycia w dziedzinie genetycznej regulacji rozwoju organów (zob. np. ogólny plan budowy kończyn) i regulacji długości życia komórek (zjawisko apoptozy) otrzymał w 2002 Nagrodę Nobla, wspólnie z Robertem Horvitzem i Johnem Sulstonem. Odkrycia uczonych przyczyniły się do wyjaśnienia przyczyn m.in. AIDS i nowotworów złośliwych. Brenner otrzymał również dwukrotnie prestiżową Nagrodę Laskera (1971 i 2000), a także Nagrodę Kioto w dziedzinie zaawansowanych technologii w 1990. W 2001 podjął pracę na Uniwersytecie Kalifornijskim w Berkeley. Następnie osiadł w Singapurze – zajmował się tam doradzaniem różnym instytucjom rządowym. Laureat Medalu Copleya.
Ożenił się z May Covitz, która podobnie jak on wyjechała z Południowej Afryki do Anglii celem kontynuowania kształcenia (znali się jeszcze z okresu studiów w Johannesburgu). Doczekali się trójki wspólnych dzieci, May miała ponadto syna z pierwszego małżeństwa.